# Gillmeria armeniaca
Gillmeria armeniaca is een vlinder uit de familie vedermotten (Pterophoridae). De wetenschappelijke naam is voor het eerst geldig gepubliceerd in 1984 door Zagulajev.
De soort komt voor in Europa.